# Pisoteamento
Pisoteamentos, pisoteios ou debandadas são acidentes em que a multidão, por algum motivo, causa o esmagamento de algumas pessoas. 
As debandadas ocorrem frequentemente durante peregrinações religiosas e eventos de entretenimento de grande porte, visto que eles envolvem multidões densas, com pessoas intimamente cercadas por todos os lados. Tragédias como esta também ocorrem em episódios de pânico (por exemplo, em resposta a um incêndio ou uma explosão), quando as pessoas tentam fugir.

## Causas
Segundo os especialistas, verdadeiros "tumultos" (e "pânico") raramente ocorrem, exceto quando muitas pessoas estão fugindo de medo, como de um ataque terrorista. Pisoteamentos ou esmagamentos fatais também ocorrem quando uma grande multidão está tentando ir a um mesmo lugar, normalmente quando os membros da parte de trás da grande multidão continuam empurrando para a frente sem saber que os da frente estão a ser esmagados, ou por causa de algo que os obriga a se mover.
A densidade da multidão é mais importante do que o tamanho. Uma densidade de quatro pessoas por metro quadrado começa a se tornar perigosa, mesmo que a multidão não seja muito grande. A partir das densidades de cerca de seis ou sete pessoas por metro quadrado, os indivíduos são pressionados tão perto uns contra os outros que são incapazes de mover-se como indivíduos, e ondas de choque podem viajar através de uma multidão, que, em tais densidades, comporta-se quase como um fluido. Se uma única pessoa cai, ou outras pessoas descem para ajudar, ondas de corpos podem ser involuntariamente precipitadas para a frente no espaço aberto.
Acredita-se que a maioria das catástrofes de multidão pode ser prevenida por estratégias simples de gestão da multidão, como controle de tráfego com uso de barreiras. Mortes por multidões humanas normalmente são causadas principalmente por asfixia; pisoteio é o menor assassino.

## Exemplos notórios
- 11 de fevereiro de 1823: cerca de 110 meninos morreram depois de caírem de um lance de degraus para pegar pão em Valeta, em Malta.
- 16 de junho de 1883: 183 crianças morreram ao tentar pegar guloseimas atrás de uma porta estreita, no final de uma escada, em Sunderland, no Reino Unido.
- 24 de dezembro de 1913: 73 pessoas morreram tentando escapar de um falso alarme de incêndio em uma festa de Natal cheia em Calumet, nos Estados Unidos.
- 6 de junho de 1941: durante o bombardeio japonês de Chongqing, na China, 1000 pessoas foram mortas em um tumulto no túnel Jiaochangkou, um ponto de acesso para um abrigo antiaéreo.[7]
- 24 de maio de 1964: 328 pessoas morreram nos túneis e corredores do Estádio Nacional de Lima após um tumulto devido à repressão policial com bombas de gás lacrimogêneo no final da partida Peru vs Argentina, válida pelo pré-olímpico de futebol para os Jogos Olímpicos de Verão de 1964, na chamada Tragédia do Estádio Nacional, sendo até hoje o tumulto mais mortífero da história do futebol.
- 2 de julho de 1990: 1 426 pessoas morreram em um túnel em Meca, na Arábia Saudita.
- 31 de agosto de 2005: 953 pessoas morreram após um pânico e subsequente esmagamento da multidão na ponte Al-Aimmah, que cruza o rio Tigre na capital iraquiana de Bagdá.[8]
- 4 de fevereiro de 2006: 73 pessoas foram mortas e cerca de 400 ficaram feridas durante um tumulto fora do Estádio PhilSports em Pasig, nas  Filipinas. Cerca de 30 000 pessoas foram reunidos fora do estádio à espera para participar do primeiro episódio de aniversário do ex-programa de variedades de televisão Wowowee.[9][10]
- 4 de fevereiro de 2006: 3 pessoas foram mortas e 40 ficaram feridas em meio à uma tarde de autógrafos da banda RBD, promovida pelo supermercado Extra, em São Paulo.[11]
- 31 de dezembro de 2014: 36 pessoas mortas e 47 feridas após um tumulto durante as celebrações de Ano Novo em Xangai, na China.[12]
- 24 de setembro de 2015: 2 177 pessoas esmagadas até a morte e 934 feridos durante o Hajj anual em Meca, na Arábia Saudita.[13][14]
- 29 de outubro de 2022: Pelo menos 146 pessoas morreram e cerca de 150 ficaram feridas durante um evento de Dia das Bruxas em Itaewon, Seul, na Coreia do Sul.[15]